# Кураб'єдес
Кураб'єдес (грец. κουραμπιέδες) — традиційні грецькі солодощі з мигдалем та присипані цукровою пудрою, обов'язкова страва грецького Різдва.

## Спосіб приготування
Задля приготування кураб'єедес необхідно мигдалеві горіхи подрібнити у блендері і трохи обсмажити. М'яке масло збивають до того, як вона почне міняти свій колір, потім додають цукор і яєчні жовтки, продовжують збивати. Додають коньяк, розпушувач і мигдалеві горіхи, потім частинами додають борошно. Перемішають до отримання однорідної маси.
Випікають кураб'єедес у вигляді невеликих кульок близько 15 хвилин. Потім викладають на тарілку, скроплюють антонеро і рясно посипають цукровою пудрою.